# Efraïm d'Antioquia
|  | Per a altres significats, vegeu «Efraïm». |

Efraïm (Ephraem o Ephraimus o Euphraimius, Ἐφραὴμ o Ἐφραίμιος o Εὐφραΐμιος) (Amida, Àsia Menor, Armènia, final del s. V - Antioquia, ca. 546), fou patriarca d'Antioquia (llavors anomenada Teòpolis (Theopolis). És venerat com a sant a l'Església Ortodoxa.

## Biografia
Probablement fou nascut a Amida. Va exercir diversos oficis civils de l'imperi i amb l'emperador Justí I fou nomenat Comte d'Orient (Comes Orientis). El 525 i 526 Antioquia fou gairebé destruïda per successius terratrèmols i focs; entre els morts, hi havia el patriarca Eufrasi que quedà sepultat per les ruïnes. El poble, per agrair a Efraïm la seva dedicació en aquells moments de desgràcia, el va proclamar el seu successor com a patriarca (probablement el 526 però podria ser el 527.
Els escriptors eclesiàstics elogien la seva tasca com patriarca, la seva caritat amb els pobres i la fermesa contra les heretgies. Va convocar un sínode a Antioquia on va fer condemnar l'intent de reviure les doctrines d'Orígens i va escriure diversos tractats contra els nestorians, eutiquians, severians i acèfals, en defensa de les doctrines del Concili de Calcedònia.
Al final de la seva vida l'emperador Justinià I, sota amenaça de deposició, el va obligar a subscriure la condemna del tres decrets del Concili de Calcedònia. Facund d'Hèrmia, defensor de les doctrines de Calcedònia, li tira en cara amb raó que en aquesta ocasió va tenir més interès a defensar el seu càrrec que les seves creences.
Efraïm no va viure gaire temps més i va morir el 545 o 546 després d'uns dinou anys de govern de la seu.

## Obres[1]
Les seves obres s'han perdut i només se'n conserven els extractes de Foci, a més de citacions fetes en obres d'altres autors. Són les següents:
- 1. Una carta a Zenobi, advocat d'Emesa i membre de la secta dels acèfals
- 2. Algunes cartes a l'emperador Justinià
- 3. Cartes al bisbe Antim de Trapezus, Domicià Sinclètic metropolità de Tars, Brazes el Persa i altres
- 4. Una acta del sínode d'Antioquia (συνοδικὴ πρᾶξις)
- 5. Panegírics i altres discursos